# لوسيان كامبو
لوسيان كامبو هو طبيب قلب كندي، ولد في 20 يونيو 1927 في غريتر سودبوري في كندا، وتوفي في 15 مارس 2010.